# Wojciech Rabenda
Wojciech Rabenda (ur. 20 kwietnia 1957 r.) – polski piłkarz, który występował na pozycji napastnika. Wychowanek Odry Wodzisław Śląski; znany głównie z występów w Szombierkach Bytom, z którymi sięgnął po mistrzostwo Polski.